# Operación Sarajevo
La Operación Sarajevo (en serbio-croata, Sarajevska operacija) es la denominación presente en las fuentes yugoslavas de la batalla librada en marzo-abril de 1945 en el área de Sarajevo, durante las etapas finales de la Segunda Guerra Mundial en el Frente Yugoslavo, entre los partidarios del Ejército. Liberación Popular de Yugoslavia y algunas divisiones alemanas, apoyadas por unidades colaboracionistas croatas y chetniks.
La batalla terminó después de una serie de violentos enfrentamientos a lo largo de las carreteras de acceso a la ciudad, con la retirada de las tropas alemanas del XXI Cuerpo de Montaña y la liberación de Sarajevo por los grupos partisanos yugoslavos.

## El frente balcánico en la primavera de 1945
A finales de 1944, la situación estratégica general de la Wehrmacht en los Balcanes era ahora muy crítica; Después de la entrada en la guerra contra Alemania de Bulgaria y la llegada de las unidades pesadas del Ejército Rojo al sur del Danubio a la frontera oriental yugoslava, fue imposible defender aún más a Serbia y Belgrado fue liberado el 20 de octubre de 1944 por las fuerzas de partisanos yugoslavos de Tito en cooperación con las fuerzas blindadas soviéticas. Sin embargo, a pesar de las derrotas, el Alto Mando alemán había llevado a cabo las operaciones con gran habilidad, logrando no solo detener el avance yugoslavo en el frente del Sirmia, en la llanura de Panonia, sino también completar con éxito la retirada general del Grupo de Ejércitos E del El general Alexander Löhr que después de evacuar Grecia y Macedonia había logrado estabilizar un nuevo frente en Bosnia y Herzegovina se centró en las importantes posiciones estratégicas de Sarajevo.

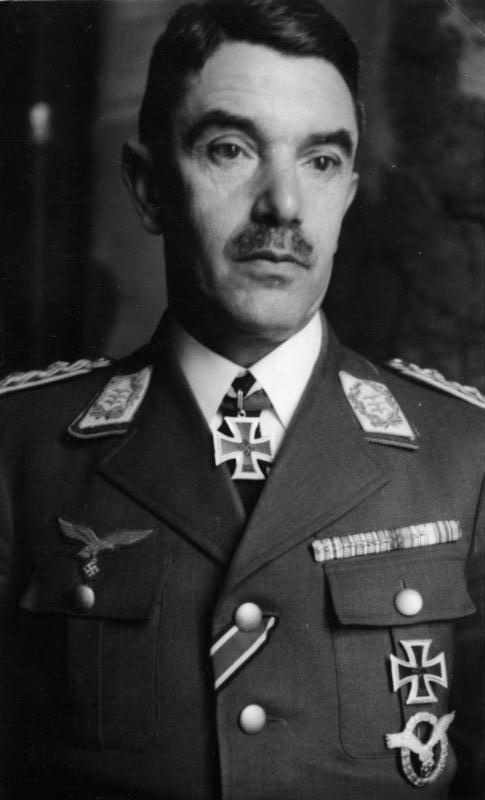
El general Alexander Löhr, comandante del Grupo de Ejércitos E.

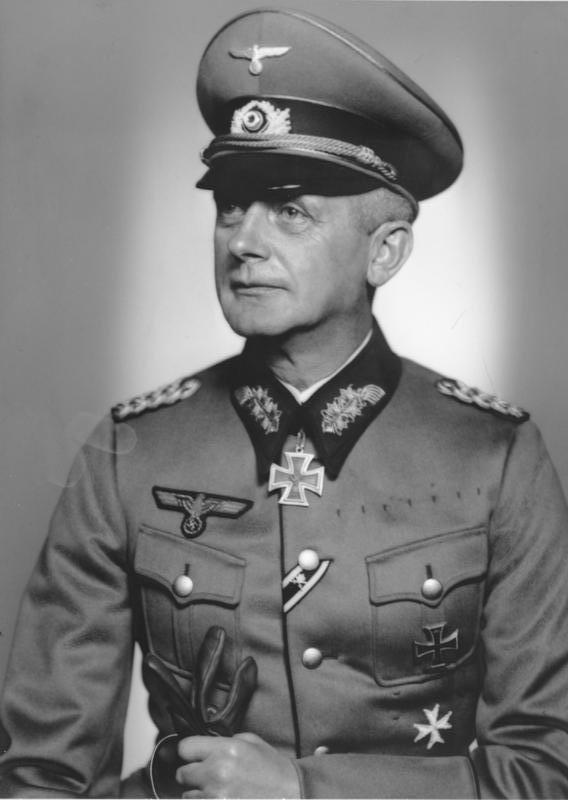
El general Ernst von Leyser, comandante del XXI Cuerpo de Montaña.

En los primeros meses de 1945, el comando del Grupo de Ejércitos E del General Löhr propuso al cuartel general de la Wehrmacht organizar a tiempo una retirada metódica, evacuar Sarajevo y retirarse de Bosnia pasando al norte del Río Sava para recuperar todas las tropas involucradas en un el teatro se ha convertido en secundario en comparación con los dos principales frentes europeos. Sin embargo, el 15 de febrero de 1945, Adolf Hitler, decidido a no ceder terreno y, por el contrario, a planear nuevas contraofensivas, se negó obstinadamente a autorizar la retirada y prohibió absolutamente una directiva específica para ceder Sarajevo, que fue defendida indefinidamente por "razones políticas". El general Löhr mantuvo el mando del Grupo de Ejércitos E y Hitler le ordenó defender a Sarajevo hasta el final con las unidades del XXI Cuerpo del Ejército del General Ernst von Leyser.
Para enfatizar aún más la importancia de mantener la posesión de la ciudad, el 22 de febrero de 1945 el alto mando alemán designó a Sarajevo como "fortaleza", cuya evacuación habría sido posible solo con la autorización directa de Hitler. El costoso fracaso de la ofensiva alemana del lago Balatón que comenzó el 6 de marzo de 1945 cambió el marco estratégico general en el sector del frente del sur de los Balcanes; Para el 20 de marzo, la situación alemana se volvió aún más crítica con el comienzo de la ofensiva del 4.º Ejército Yugoslavo en Lika y el 1.er Ejército Yugoslavo en Sirmia.

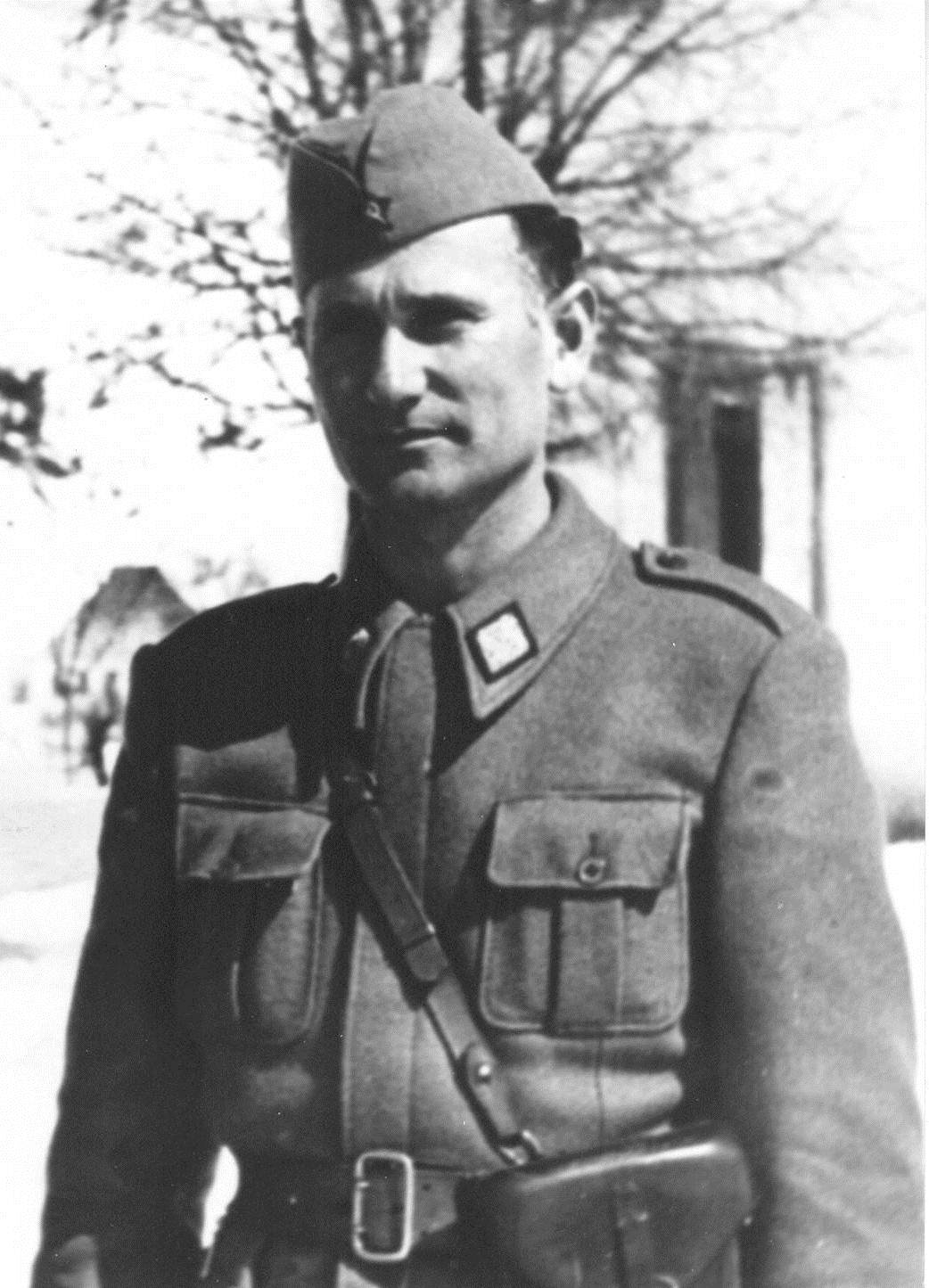
El general Radovan Vukanović, comandante en jefe del Ejército Popular Yugoslavo en la batalla por Sarajevo.

La defensa al extremo amargo de Sarajevo, profundamente acuñada en Bosnia y Herzegovina, mientras las dos alas se derrumbaron en el Srem y en la costa del Adriático, se volvió estratégicamente más y más inútil y peligroso. El Alto Mando alemán decidió autorizar al general Löhr, quien había tomado el mando de todo el teatro del sudoeste en lugar del mariscal de campo Maximilian von Weichs, quien había sido retirado el 25 de marzo después de que la operación Waldteufel ("diablo del bosque") fallara La ofensiva más allá del Río Drava contemporáneo hasta el ataque al Lago Balatón, para planificar una retirada que comience con la evacuación de los miles de heridos en la ciudad. 
A principios de marzo de 1945, el Comando Supremo del Ejército Popular de Liberación, oficialmente llamado "Ejército Yugoslavo" el 1 de marzo, había decidido reunir sus fuerzas para el ataque final en Sarajevo; Con este fin, el II Korps de Radovan Vukanović, el III Korps de Pero Kosorić y el V Korps de Slavko Rodić se concentraron con el objetivo de alcanzar el valle del río Bosna y cortar las comunicaciones del XXI cuerpo del Ejército alemán que defendía Sarajevo. Para mejorar el control de las operaciones, el Comando Supremo estableció un cuartel general unificado el 17 de marzo, asignándole la dirección de la agrupación operativa especial de los tres cuerpos y asignando el comando superior de todas las fuerzas yugoslavas en el sector a Radovan Vukanović. 
Los planes del Comando Supremo del Ejército Popular preveían atacar Sarajevo desde tres direcciones diferentes y rodear a todo el grupo de fuerzas alemanas que defendían la ciudad: el II Korps atacaría en el sector sur con tres divisiones de Konjic, Kalinovik y Jablanica marchando sobre Sarajevo a través de Ivan Sedlo, Ilidža y Trebević; III Korps con dos divisiones, comenzaría al este de la ciudad desde el campo Sokolac, Monte Romanija, el monte Ozren y sería movido hacia Sarajevo que pasa a través Makarska, Pale, Hreša, Vučja Luka; finalmente, el V Korps con otras dos divisiones, desde Semizovac y Jošanica, al norte de Sarajevo, llegaría a la ciudad a través de Rajlovac, Vogošća y Koševo. Todas las unidades yugoslavas ya estaban en contacto con las fuerzas alemanas, y el comando de Vukanović era comenzar la ofensiva el 28 de marzo de 1945.

## Orden de batalla

### Orden de batalla delEjército Yugoslavo
AVNOJ: 
- Comandante en jefe de la agrupación de Sarajevo: Radovan Vukanović
- II comandante Korps: Radovan Vukanović 
  - 3.ª División de Asalto
  - 29.ª División de Herzegovina
  - 37.ª División del Sangiaccato
- III Comandante Korps: Pero Kosorič
  - 27.ª División de Bosnia Oriental
  - 38.ª División de Bosnia Oriental
- V Comandante Korps: Slavko Rodić
  - 4.ª División de la Craina
  - 10.ª División de la Craina
  - Grupo de lucha Zenica 
    - 13.ª Brigada de la 39ª División de la Craina
    - 18.ª Brigada de la 53.ª División Central de Bosnia

### Orden de batalla delEje
Tercer Reich
- XXI Cuerpo de Ejército de Montaña (XXI. Gebirgs-Armeekorps), general Ernst von Leyser
  - 7. SS-Gebirgsdivision Prinz Eugen
  - 369° División Croata de Infantería
  - 181. División de Infantería
    - 909. Brigada Fortaleza
    - 964. Brigada Fortaleza
    - 969. Brigada Fortaleza
    - Regimiento de policía SS "Nagel"
    - 226. Batallón Landesschützen
    - 880. Batallón Landesschützen
    - 803. Batallón Landesschützen
    - 834. Batallón Landesschützen
    - 920. Batallón Landesschützen
    - 935. Batallón Landesschützen

  - 5.º Cuerpo de Voluntarios Rusos (Russkaja osvoboditel'naja armija)

 Croacia
- 1.ª Brigada Ustaša
- 9.ª Brigada Ustaša
- 11.ª Brigada Ustaša
- 18.ª Brigada Ustaša
- 9.ª División Domobrana (restos)
- 2.ª Brigada de montaña domobrana

 República Social Italiana
- 49.ª Legión "San Marco" (dos batallones)

 Chetniks
- Cuerpo de Asalto Romanija
- Cuerpo de asalto Zenica
- Cuerpo de asalto Herzegovina

### Operaciones preliminares alemanas

La evolución del Frente Yugoslavo entre marzo y mayo de 1945.

El Alto Mando alemán del Grupo de Ejércitos E se dispuso a defender Sarajevo de tropas insuficientes; mientras que las divisiones alemanas, en particular la 7.ª División de Montaña SS Prinz Eugen y la 369° la División "Diabólica" croata, seguían siendo eficientes, las otras fuerzas, formadas por voluntarios croatas, chetniks y voluntarios anticomunistas rusos y cosacos, fueron desmoralizados y debilitados. Los generales alemanes eran conscientes de la precaria posición de sus tropas alrededor de Sarajevo y de la dificultad de organizar una retirada metódica de tropas y heridos, además de salvar materiales y equipos; Gracias a las intercepciones de las comunicaciones enemigas, además, los alemanes conocieron muchos detalles del ataque en preparación y también supieron que la operación comenzaría el 28 de marzo de 1945. Por lo tanto, se volvió esencial para los alemanes anticipar la ofensiva yugoslava y salvaguardar las rutas de comunicación salientes desde Sarajevo; Con este fin, el comando alemán lanzó tres ataques locales en marzo para intimidar a los partisanos y ganar tiempo. 
En la noche del 16 al 17 de marzo, una parte de la 7.ª División de las SS lanzó la operación Berggeist ("espíritu de la montaña") contra la 3.ª división de asalto partisano en el sector sur del Monte Igman y Presjenica; En los primeros días, los yugoslavos se sorprendieron y perdieron terreno; sin embargo, los alemanes pronto fueron contraatacados y para el 24 de marzo volvieron a sus posiciones iniciales Después de este éxito parcial, el comando alemán planeó una contraofensiva más ambiciosa con la participación del XXXIV Cuerpo de Ejército que se suponía que atacaría a Tuzla para bloquear el 2.º Ejército (operación Maigewitter, "Operación tormenta de mayo") cuyo avance podría haber tenido lugar peligro para las rutas de comunicación al norte de Sarajevo, mientras que la 7.ª División de las SS debería haber avanzado hacia Vareš (operación Osterglocke, "operación narciso). Esta ofensiva combinada estaba programada para el 28 de marzo de 1945 y comenzó de acuerdo con el plan, pero tuvo que ser suspendida pronto y la 7.ª División SS fue retirada rápidamente al sur; El ejército yugoslavo el mismo día había comenzado la gran ofensiva final para liberar a Sarajevo, poniendo en dificultades a algunas tropas alemanas.

### La ofensiva del Ejército Popular Yugoslavo

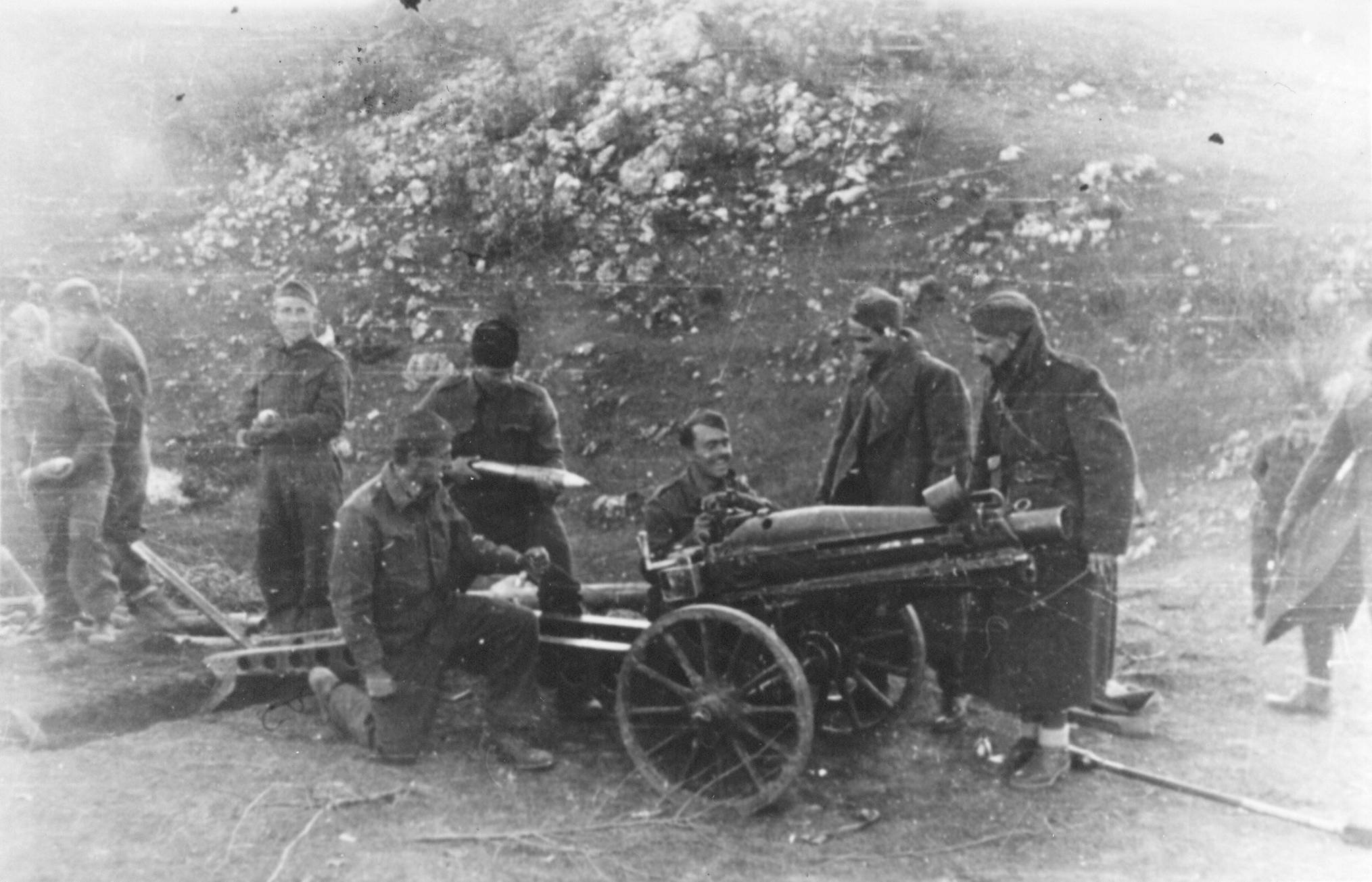
Artilleros de la 3.ª División de Asalto en acción durante las batallas finales en el frente yugoslavo.

La operación de Sarajevo del ejército yugoslavo comenzó el 28 de marzo de 1945 en el sector norte donde el V Korps de Rodić tenía la misión más exigente; Sus divisiones se desplegaron cerca de la aldea de Kakanj, en la orilla oriental del río Bosna, y deberían haber cruzado previamente el río y luego atacaron el sector norte de las posiciones fortificadas alemanas en Vogošća. Las dos divisiones del V Korps, la 4.ª División de la Craina y la 10.ª División de la Craina, lograron en la noche del 28 al 29 de marzo cruzar el Bosna y atacaron a las principales fuerzas germano-croatas; Después de superar la resistencia enemiga, los partidarios de las dos divisiones formaron una cabeza de puente al oeste del río, antes de avanzar en profundidad para cortar a los alemanes en Sarajevo e interrumpir sus comunicaciones a través de la línea ferroviaria Sarajevo- Zenica. 
El comando alemán decidió reaccionar de inmediato a la situación peligrosa; las operaciones de Osterglocke y Maigewitter fueron interrumpidas y la 7.ª División SS regresó para contraatacar y salvaguardar las líneas de comunicación y la línea ferroviaria. Los alemanes contraatacaron vigorosamente y, como resultado, el partisano V Korpus no pudo continuar el avance en el sector norte, los partisanos fueron bloqueados en la línea Vareš- Breza. Los violentos ataques de los alemanes y los ustašas croatas presionaron a las fuerzas yugoslavas y la maniobra de V Korpus se ralentizó; sin embargo, algunas formaciones de la 4.ª y 10.ª División de Craina lograron en los días siguientes llegar a los barrios del norte de Sarajevo y contribuyeron a la victoria del Ejército Popular de Liberación. 
Mientras tanto, la batalla estaba en marcha con la máxima furia incluso al este de Sarajevo, donde el ataque de las unidades III Korpus de Pero Kosorić, la 27ª y 38.ª División de Bosnia había comenzado; Estas fuerzas tenían la intención de derrotar a los alemanes en las áreas de Podromanija y Crvena-Stjiena y luego irrumpir en la ciudad directamente. Esta puerta de entrada al este de Sarajevo fue defendida por la 181a División Alemana que se opuso a una fuerte resistencia al ataque del III Korpus; en Podromanija, el 363º regimiento de infantería fue tenazmente defendido, lo que fue reforzado por el 14.º regimiento de la 7.ª División de las SS "Prinz Eugen". Algunas formaciones partidistas atacaron en el costado y detrás del 363° regimiento, mientras que la mayor parte del III Korpus se enfrentó al 14° regimiento de las SS que fue derrotado y casi completamente destruido. 

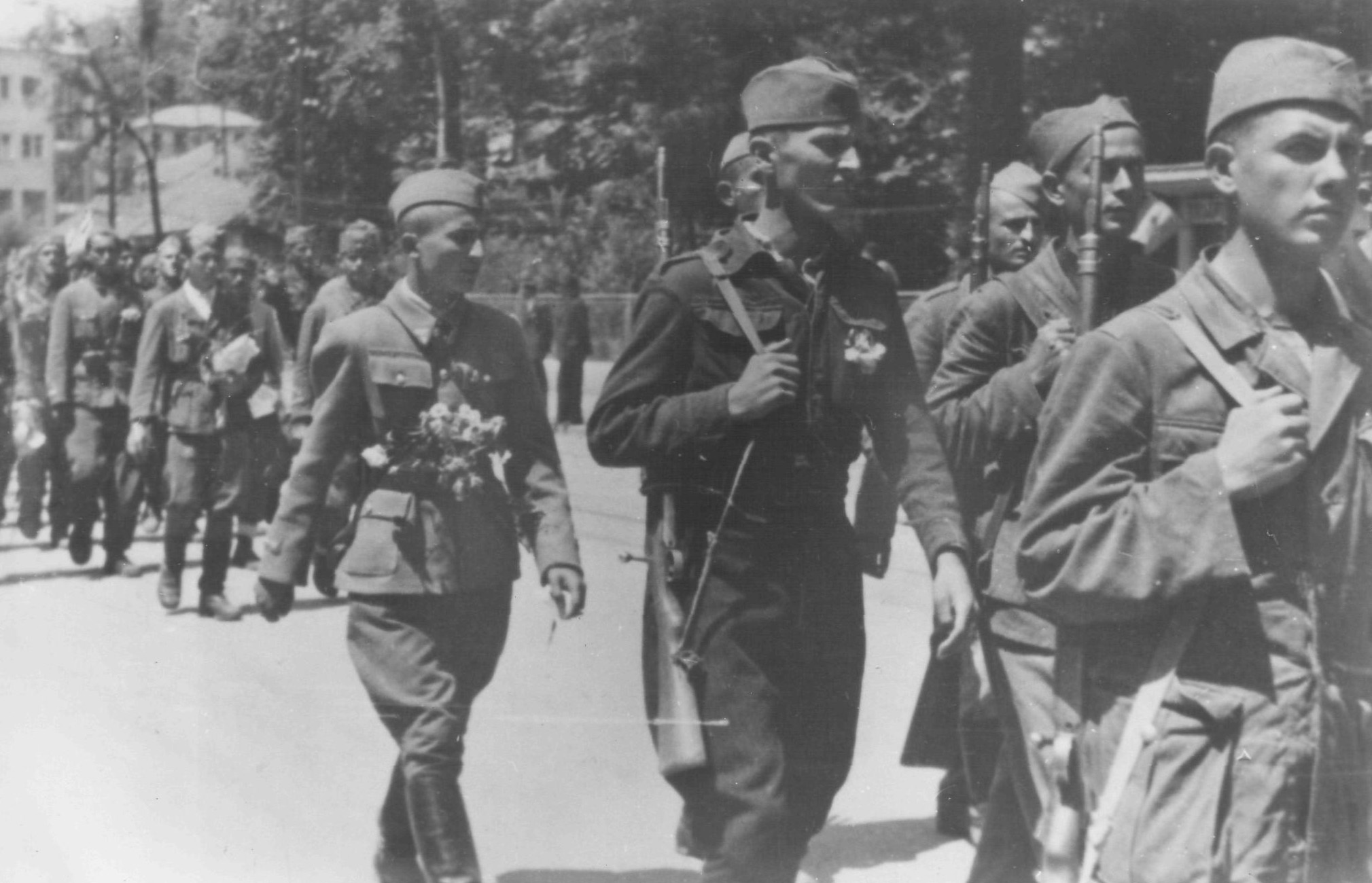
Los partisanos yugoslavos entrando a Sarajevo.

Simultáneamente con la ofensiva del III Korps, en el sector sur del frente atacó al II Korpus con la 3° División de Asalto y la 29ª y 37ª División. En este sector, el avance partidista fue particularmente difícil y las pérdidas sufridas fueron pesadas; la 37ª División de Sangiaccato avanzó un poco, mientras que la 3.ª División de Asalto avanzó hacia Trnovo, pero Ivan Sedlo, la 29ª División de Herzegovina no avanzó y sufrió grandes pérdidas; El 1 de abril de 1945 los ataques contra Ivan Sedlo tuvieron que ser suspendidos. El 4 de abril de 1945, los partidarios comenzaron un segundo ataque, pero ahora los alemanes ya habían comenzado la retirada; el 5 de abril, la 29ª División pudo alcanzar la línea Kiseljak desde donde trató de perseguir a los alemanes de cerca. Ese mismo día, el general Vukanović y el comando general de la agrupación ya habían entendido que los alemanes estaban llevando a cabo una retirada ordenada de la ciudad y luego dieron órdenes de acelerar las operaciones e inmediatamente atacar la ciudad desde donde el enemigo estaba evacuando todas sus fuerzas. y su equipamiento. 
Sarajevo fue alcanzado por primera vez por formaciones partisanas que avanzaban desde el este; en la tarde del 5 de abril de 1945, una parte del III Korpus, que continuaba persiguiendo y atacando a los alemanes, ingresó a la ciudad desde el este y el norte; Los yugoslavos prácticamente no encontraron gran resistencia y liberaron la parte central de Sarajevo y el área de Marijin Dvor por la noche . En cambio, las feroces luchas eran necesarias para la conquista de la central eléctrica; los partisanos sufrieron grandes pérdidas; la estación fue ocupada por un regimiento de la 181a división alemana que defendió el área hasta el 6 de abril cuando, ahora debilitado por las pérdidas sufridas, comencé a retroceder hacia el oeste. Mientras tanto, en el sector sur del frente, el II Korpus reanudó el progreso; la 37ª División liberó a Trebević y llegó a los barrios del sur de Sarajevo la noche del 5 al 6 de abril, formando una cabeza de puente en la orilla izquierda del Miljacka . 
Mientras que las formaciones del III Korps liberaron la mayor parte de Sarajevo, desde el sur también se acercó a la 3.ª División de Asalto del II Korpus; Después de dos días de feroces combates, esta división también entró en la capital bosnia en la mañana del 6 de abril, mientras que otros departamentos yugoslavos persiguieron a los alemanes hacia Ilidža. La mayoría de las tropas alemanas del XXI Cuerpo del General von Leyser lograron retroceder a lo largo del valle de Bosna y alcanzaron la línea Busovača- Zenica, a unos 70 kilómetros al noroeste de Sarajevo. Sin embargo, los alemanes fueron inmediatamente atacados y derrotados por el "grupo de combate Zenica", intervino rápidamente desde el este y en la noche del 12 al 13 de abril, el último núcleo de resistencia alemán cerca de Zenica fue derrotado; Mientras tanto, la batalla por Sarajevo había terminado y la ciudad era completamente libre.

## Presupuesto y conclusión

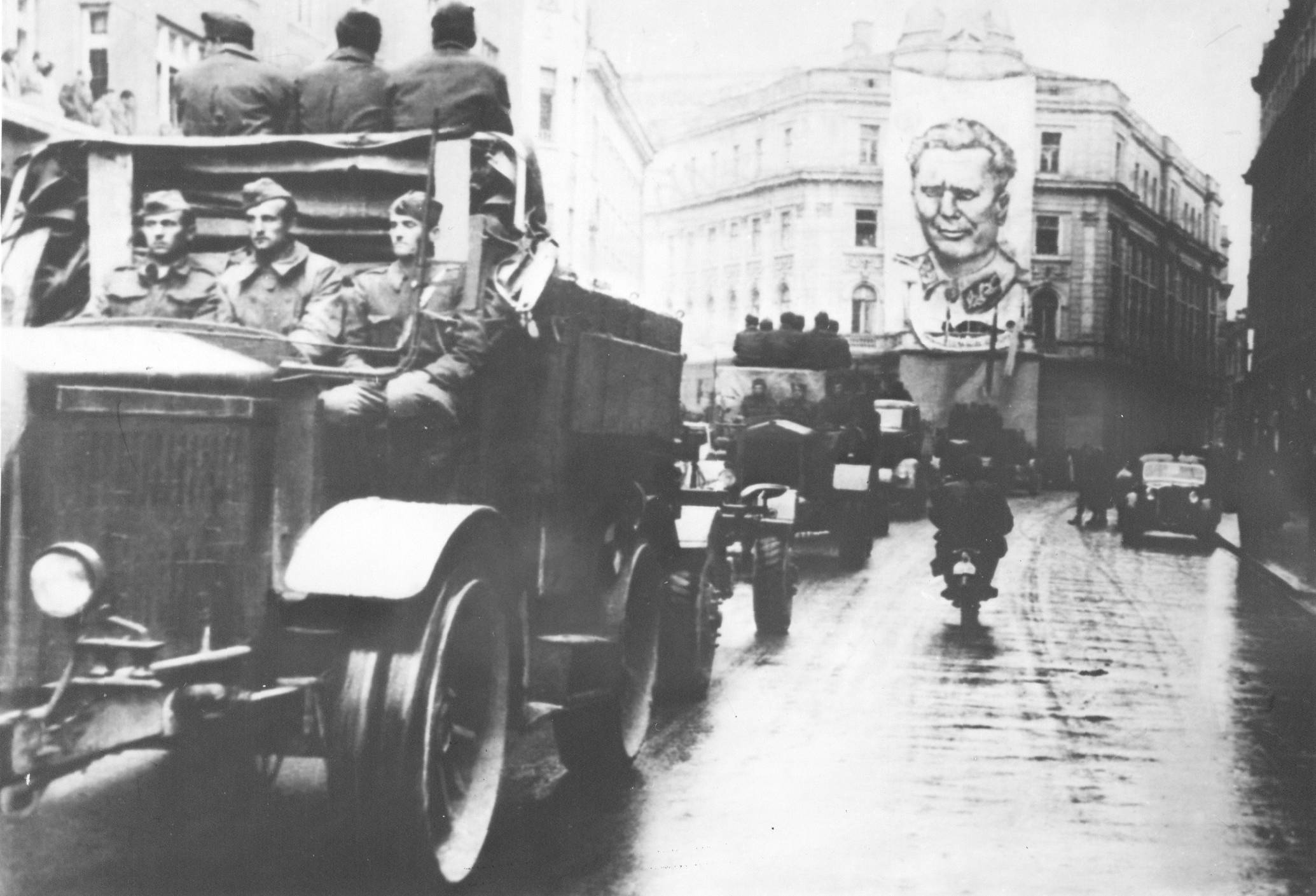
Los vehículos motorizados del yugoslavo V Korps desfilan en el centro de Sarajevo, al fondo el retrato de Josip Broz Tito.

La "Operación Sarajevo" terminó con una prestigiosa victoria de campo del nuevo ejército yugoslavo que derrotó a un gran cuerpo de tropas alemanas en una gran batalla convencional. Las pérdidas sufridas por los partisanos fueron considerables, pero los alemanes y los colaboradores tuvieron pérdidas mucho mayores y algunos miles de soldados enemigos fueron capturados. Debido a la cantidad de pérdidas infligidas y los resultados logrados, la operación de Sarajevo fue una de las campañas más grandes y exitosas libradas por las fuerzas partisanas durante la guerra de liberación. 
Sin embargo, desde un punto de vista estratégico, la batalla terminó sin una victoria definitiva y el ejército yugoslavo no pudo aprovechar la oportunidad favorable de rodear y destruir por completo el XXI Cuerpo del Ejército alemán; en gran parte, las fuerzas del general von Leyser lograron retroceder hacia el norte y después de unirse a las otras tropas del Grupo de Ejércitos E, participaron en la larga y dramática retirada final de las fuerzas del general Löhr que terminaría solo el 15 de mayo de 1945 con la rendición final a Poljana en la frontera entre Austria y Eslovenia.